# Glyphuroplata pluto
Glyphuroplata pluto là một loài bọ cánh cứng trong họ Chrysomelidae. Loài này được Newman miêu tả khoa học năm 1841.